# National Bank of Egypt Sporting Club
Actualités
Le National Bank of Egypt Sporting Club (en arabe : نادي البنك الأهلي المصري الرياضي), plus couramment abrégé en National Bank of Egypt SC, est un club égyptien de football fondé en 1951 et basé au Caire.
Il évolue actuellement en première division.

## Histoire
En août 1951 est créé le club sportif appartenant à la Banque nationale d'Égypte qui comprend plusieurs sections, football, tennis et natation, plus tard s'ajoutent les sections lutte, basketball, aviron et handball.
La section football est la plus connue, après la saison 2018-2019 le club gagne la promotion pour la deuxième division égyptienne. Lors de sa première saison en deuxième division, le National Bank of Egypt SC termine premier de son groupe et est de nouveau promu. Il dispute sa première saison en première division en 2020-2021.
En terminant à la 14e place pour sa première saison dans l'élite le club s'assure son maintien pour la saison 2021-2022.

## Stade
le National Bank of Egypt SC possède son propre stade, mais n'ayant qu'une capacité de 1 000 places, il n'est pas homologué pour les matchs de première division. Le club joue d'abord lors de sa première saison au Stade de l'Académie de Police d'une capacité de 12 000 places, puis à partir de février 2021 il joue au Stade Osman Ahmed Osman d'une capacité de 35 000 spectateurs, et enfin à partir du mois d'avril il évolue au Stade Petro Sport avec 16 000 places.